# Mistrovství Evropy v rychlobruslení 2022
Mistrovství Evropy v rychlobruslení 2022 se konalo ve dnech 7.–9. ledna 2022 v rychlobruslařské hale Thialf v nizozemském Heerenveenu. Jednalo se o 33. společné mistrovství Evropy a celkově o 47. evropský ženský šampionát a 116. mistrovství Evropy pro muže. Závodilo se na jednotlivých tratích.
Českou výpravu tvořili Lukáš Steklý, Veronika Antošová a Zuzana Kuršová.
| Program                                                       | Program                                               | Program                                                                                       |
| 7. ledna                                                      | 8. ledna                                              | 9. ledna                                                                                      |
| ------------------------------------------------------------- | ----------------------------------------------------- | --------------------------------------------------------------------------------------------- |
| týmový sprint ženy stíhací závod muži 3000 m ženy 1000 m muži | týmový sprint muži 500 m ženy 5000 m muži 1500 m ženy | stíhací závod ženy 1500 m muži 1000 m ženy 500 m muži hromadný start ženy hromadný start muži |

## Muži

### 500 metrů
Závodu se zúčastnilo 20 závodníků.
| Pořadí           | Jméno              | Země       | Čas       |
| ---------------- | ------------------ | ---------- | --------- |
| Zlatá medaile    | Piotr Michalski    | Polsko     | 34,60     |
| Stříbrná medaile | Merijn Scheperkamp | Nizozemsko | 34,61     |
| Bronzová medaile | Dai Dai N'tab      | Nizozemsko | 34,76 (4) |
| 4.               | Kai Verbij         | Nizozemsko | 34,76 (9) |
| 5.               | Ignat Golovaťuk    | Bělorusko  | 34,83     |
| 6.               | Bjørn Magnussen    | Norsko     | 34,85     |
| 7.               | Joel Dufter        | Německo    | 34,95     |
| 8.               | Marek Kania        | Polsko     | 35,07     |
| 9.               | Jeffrey Rosanelli  | Itálie     | 35,11     |
| 10.              | David Bosa         | Itálie     | 35,13     |

### 1000 metrů
Závodu se zúčastnilo 20 závodníků.
| Pořadí           | Jméno                       | Země               | Čas     |
| ---------------- | --------------------------- | ------------------ | ------- |
| Zlatá medaile    | Thomas Krol                 | Nizozemsko         | 1:07,77 |
| Stříbrná medaile | Kjeld Nuis                  | Nizozemsko         | 1:07,86 |
| Bronzová medaile | Kai Verbij                  | Nizozemsko         | 1:07,94 |
| 4.               | Cornelius Kersten           | Spojené království | 1:08,48 |
| 5.               | Joel Dufter                 | Německo            | 1:08,69 |
| 6.               | Piotr Michalski             | Polsko             | 1:08,73 |
| 7.               | Ignat Golovaťuk             | Bělorusko          | 1:08,75 |
| 8.               | Håvard Holmefjord Lorentzen | Norsko             | 1:08,89 |
| 9.               | David Bosa                  | Itálie             | 1:09,22 |
| 10.              | Moritz Klein                | Německo            | 1:09,37 |

### 1500 metrů
Závodu se zúčastnilo 19 závodníků.
| Pořadí           | Jméno                | Země       | Čas     |
| ---------------- | -------------------- | ---------- | ------- |
| Zlatá medaile    | Kjeld Nuis           | Nizozemsko | 1:43,60 |
| Stříbrná medaile | Thomas Krol          | Nizozemsko | 1:43,91 |
| Bronzová medaile | Allan Dahl Johansson | Norsko     | 1:44,16 |
| 4.               | Daniil Aldoškin      | Rusko      | 1:44,81 |
| 5.               | Sergej Trofimov      | Rusko      | 1:45,28 |
| 6.               | Bart Swings          | Belgie     | 1:45,82 |
| 7.               | Peder Kongshaug      | Norsko     | 1:45,89 |
| 8.               | Daniil Beljajev      | Rusko      | 1:46,15 |
| 9.               | Stefan Emele         | Německo    | 1:46,57 |
| 10.              | Tijmen Snel          | Nizozemsko | 1:46,61 |

### 5000 metrů
Závodu se zúčastnilo 16 závodníků.
| Pořadí           | Jméno                 | Země       | Čas     |
| ---------------- | --------------------- | ---------- | ------- |
| Zlatá medaile    | Patrick Roest         | Nizozemsko | 6:11,54 |
| Stříbrná medaile | Jorrit Bergsma        | Nizozemsko | 6:13,47 |
| Bronzová medaile | Hallgeir Engebråten   | Norsko     | 6:13,67 |
| 4.               | Bart Swings           | Belgie     | 6:15,06 |
| 5.               | Sergej Trofimov       | Rusko      | 6:17,24 |
| 6.               | Sven Kramer           | Nizozemsko | 6:18,11 |
| 7.               | Davide Ghiotto        | Itálie     | 6:18,32 |
| 8.               | Alexandr Rumjancev    | Rusko      | 6:18,50 |
| 9.               | Sverre Lunde Pedersen | Norsko     | 6:20,99 |
| 10.              | Ruslan Zacharov       | Rusko      | 6:22,38 |

### Závod s hromadným startem
Závodu se zúčastnilo 24 závodníků.
| Pořadí           | Jméno              | Země       | Body | Čas     |
| ---------------- | ------------------ | ---------- | ---- | ------- |
| Zlatá medaile    | Bart Swings        | Belgie     | 61   | 7:33,03 |
| Stříbrná medaile | Livio Wenger       | Švýcarsko  | 40   | 7:33,17 |
| Bronzová medaile | Ruslan Zacharov    | Rusko      | 20   | 7:33,51 |
| 4.               | Kristian Ulekleiv  | Norsko     | 10   | 7:33,67 |
| 5.               | Andrea Giovannini  | Itálie     | 6    | 7:33,77 |
| 6.               | Jorrit Bergsma     | Nizozemsko | 5    | 7:34,12 |
| 7.               | Gabriel Odor       | Rakousko   | 3    | 7:41,81 |
| 8.               | Philip Due Schmidt | Dánsko     | 3    | 7:48,47 |
| 9.               | Timothy Loubineaud | Francie    | 2    | 7:35,82 |
| 10.              | Jegor Domorackij   | Bělorusko  | 2    | 7:49,18 |
|                  |                    |            |      |         |
| 20.              | Lukáš Steklý       | Česko      | 0    | 8:01,55 |

### Týmový sprint
Závodu se zúčastnilo 6 týmů.
| Pořadí           | Tým                                                                       | Čas     |
| ---------------- | ------------------------------------------------------------------------- | ------- |
| Zlatá medaile    | Nizozemsko Merijn Scheperkamp, Kai Verbij, Tijmen Snel                    | 1:19,71 |
| Stříbrná medaile | Norsko Bjørn Magnussen, Henrik Fagerli Rukke, Håvard Holmefjord Lorentzen | 1:19,83 |
| Bronzová medaile | Polsko Marek Kania, Damian Żurek, Piotr Michalski                         | 1:20,54 |
| 4.               | Německo Nico Ihle, Joel Dufter, Moritz Klein                              | 1:20,72 |
| 5.               | Itálie Jeffrey Rosanelli, Mirko Giacomo Nenzi, David Bosa                 | 1:21,10 |
| 6.               | Bělorusko Stefan Něvmeržitskij, Arťom Čaban, Ignat Golovaťuk              | 1:21,58 |

### Stíhací závod družstev
Závodu se zúčastnilo 5 týmů.
| Pořadí           | Tým                                                                     | Čas     |
| ---------------- | ----------------------------------------------------------------------- | ------- |
| Zlatá medaile    | Nizozemsko Sven Kramer, Marcel Bosker, Patrick Roest                    | 3:37,97 |
| Stříbrná medaile | Norsko Allan Dahl Johansson, Hallgeir Engebråten, Sverre Lunde Pedersen | 3:38,92 |
| Bronzová medaile | Itálie Andrea Giovannini, Davide Ghiotto, Michele Malfatti              | 3:43,41 |
| 4.               | Polsko Szymon Palka, Marcin Bachanek, Artur Janicki                     | 3:47,89 |
| 5.               | Bělorusko Jevgenij Bolgov, Jegor Domorackij, Viktor Ruděnko             | 3:50,21 |

## Ženy

### 500 metrů
Závodu se zúčastnilo 18 závodnic.
| Pořadí           | Jméno               | Země       | Čas   |
| ---------------- | ------------------- | ---------- | ----- |
| Zlatá medaile    | Femke Koková        | Nizozemsko | 37,32 |
| Stříbrná medaile | Angelina Golikovová | Rusko      | 37,43 |
| Bronzová medaile | Darja Kačanovová    | Rusko      | 37,58 |
| 4.               | Andżelika Wójciková | Polsko     | 37,69 |
| 5.               | Michelle de Jongová | Nizozemsko | 37,85 |
| 6.               | Dione Voskampová    | Nizozemsko | 37,87 |
| 7.               | Anna Nifontovová    | Bělorusko  | 38,26 |
| 8.               | Kaja Ziomeková      | Polsko     | 38,32 |
| 9.               | Karolina Bosieková  | Polsko     | 38,48 |
| 10.              | Martine Ripsrudová  | Norsko     | 38,85 |

### 1000 metrů
Závodu se zúčastnilo 20 závodnic.
| Pořadí           | Jméno                 | Země               | Čas         |
| ---------------- | --------------------- | ------------------ | ----------- |
| Zlatá medaile    | Jutta Leerdamová      | Nizozemsko         | 1:13,60     |
| Stříbrná medaile | Femke Koková          | Nizozemsko         | 1:14,80     |
| Bronzová medaile | Darja Kačanovová      | Rusko              | 1:14,94     |
| 4.               | Angelina Golikovová   | Rusko              | 1:15,54 (2) |
| 5.               | Jelizaveta Golubevová | Rusko              | 1:15,54 (7) |
| 6.               | Michelle de Jongová   | Nizozemsko         | 1:15,68     |
| 7.               | Karolina Bosieková    | Polsko             | 1:16,76     |
| 8.               | Ellia Smedingová      | Spojené království | 1:16,85     |
| 9.               | Michelle Uhrigová     | Německo            | 1:18,05     |
| 10.              | Lea-Sophie Scholzová  | Německo            | 1:18,21     |
|                  |                       |                    |             |
| 18.              | Zuzana Kuršová        | Česko              | 1:20,46     |

### 1500 metrů
Závodu se zúčastnilo 19 závodnic.
| Pořadí           | Jméno                    | Země               | Čas     |
| ---------------- | ------------------------ | ------------------ | ------- |
| Zlatá medaile    | Antoinette de Jongová    | Nizozemsko         | 1:53,81 |
| Stříbrná medaile | Ireen Wüstová            | Nizozemsko         | 1:54,08 |
| Bronzová medaile | Francesca Lollobrigidová | Itálie             | 1:54,50 |
| 4.               | Marijke Groenewoudová    | Nizozemsko         | 1:54,78 |
| 5.               | Ragne Wiklundová         | Norsko             | 1:54,85 |
| 6.               | Jevgenija Lalenkovová    | Rusko              | 1:55,23 |
| 7.               | Jelizaveta Golubevová    | Rusko              | 1:55,63 |
| 8.               | Jekatěrina Slojevová     | Bělorusko          | 1:57,58 |
| 9.               | Ellia Smedingová         | Spojené království | 1:59,23 |
| 10.              | Anastasija Grigorjevová  | Rusko              | 1:59,51 |
|                  |                          |                    |         |
| 17.              | Zuzana Kuršová           | Česko              | 2:01,65 |
| 19.              | Veronika Antošová        | Česko              | 2:05,66 |

### 3000 metrů
Závodu se zúčastnilo 16 závodnic.
| Pořadí           | Jméno                    | Země       | Čas     |
| ---------------- | ------------------------ | ---------- | ------- |
| Zlatá medaile    | Irene Schoutenová        | Nizozemsko | 3:56,62 |
| Stříbrná medaile | Antoinette de Jongová    | Nizozemsko | 3:59,79 |
| Bronzová medaile | Francesca Lollobrigidová | Itálie     | 4:00,61 |
| 4.               | Ragne Wiklundová         | Norsko     | 4:01,86 |
| 5.               | Carlijn Achtereekteová   | Nizozemsko | 4:04,79 |
| 6.               | Marina Zujevová          | Bělorusko  | 4:09,32 |
| 7.               | Claudia Pechsteinová     | Německo    | 4:11,60 |
| 8.               | Sofie Karoline Haugenová | Norsko     | 4:12,17 |
| 9.               | Leia Behlauová           | Německo    | 4:14,20 |
| 10.              | Marit Fjellanger Bøhmová | Norsko     | 4:14,26 |
|                  |                          |            |         |
| 13.              | Veronika Antošová        | Česko      | 4:21,88 |
| 14.              | Zuzana Kuršová           | Česko      | 4:21,91 |

### Závod s hromadným startem
Závodu se zúčastnilo 20 závodnic.
| Pořadí           | Jméno                    | Země               | Body | Čas     |
| ---------------- | ------------------------ | ------------------ | ---- | ------- |
| Zlatá medaile    | Irene Schoutenová        | Nizozemsko         | 60   | 8:27,98 |
| Stříbrná medaile | Marijke Groenewoudová    | Nizozemsko         | 42   | 8:28,16 |
| Bronzová medaile | Jelizaveta Golubevová    | Rusko              | 20   | 8:28,79 |
| 4.               | Francesca Lollobrigidová | Itálie             | 12   | 8:29,00 |
| 5.               | Laura Peveriová          | Itálie             | 6    | 8:30,34 |
| 6.               | Marina Zujevová          | Bělorusko          | 5    | 8:33,20 |
| 7.               | Jelena Sochrjakovová     | Rusko              | 5    | 8:45,64 |
| 8.               | Karolina Bosieková       | Polsko             | 3    | 8:31,46 |
| 9.               | Gemma Cooperová          | Spojené království | 3    | 8:48,05 |
| 10.              | Michelle Uhrigová        | Německo            | 0    | 8:31,52 |
|                  |                          |                    |      |         |
| 14.              | Zuzana Kuršová           | Česko              | 0    | 8:42,57 |
| 16.              | Veronika Antošová        | Česko              | 0    | 8:55,53 |

### Týmový sprint
Závodu se zúčastnily 4 týmy.
| Pořadí           | Tým                                                                     | Čas     |
| ---------------- | ----------------------------------------------------------------------- | ------- |
| Zlatá medaile    | Polsko Andżelika Wójciková, Kaja Ziomeková, Karolina Bosieková          | 1:27,26 |
| Stříbrná medaile | Bělorusko Jevgenija Vorobjovová, Anna Nifontovová, Jekatěrina Slojevová | 1:31,18 |
| Bronzová medaile | Norsko Julie Nistad Samsonsenová, Martine Ripsrudová, Ane By Farstadová | 1:31,43 |
| 4.               | Německo Katja Franzenová, Sophie Warmuthová, Lea Sophie Scholzová       | 1:32,29 |

### Stíhací závod družstev
Závodu se zúčastnilo 6 týmů.
| Pořadí           | Tým                                                                         | Čas     |
| ---------------- | --------------------------------------------------------------------------- | ------- |
| Zlatá medaile    | Nizozemsko Ireen Wüstová, Antoinette de Jongová, Irene Schoutenová          | 2:54,12 |
| Stříbrná medaile | Norsko Marit Fjellanger Bøhmová, Ragne Wiklundová, Sofie Karoline Haugenová | 2:58,54 |
| Bronzová medaile | Rusko Jelizaveta Golubevová, Natalja Voroninová, Jevgenija Lalenkovová      | 2:59,32 |
| 4.               | Bělorusko Jevgenija Vorobjovová, Jekatěrina Slojevová, Marina Zujevová      | 3:03,14 |
| 5.               | Německo Michelle Uhrigová, Leia Behlauová, Lea-Sophie Scholzová             | 3:08,31 |
| 6.               | Polsko Kaja Ziomeková, Karolina Bosieková, Magdalena Czyszczońová           | 3:09,55 |

## Medailové pořadí zemí
| Pořadí | Země       | Zlato | Stříbro | Bronz | Celkem |
| ------ | ---------- | ----- | ------- | ----- | ------ |
| 1.     | Nizozemsko | 11    | 8       | 2     | 21     |
| 2.     | Polsko     | 2     | 0       | 1     | 3      |
| 3.     | Belgie     | 1     | 0       | 0     | 1      |
| 4.     | Norsko     | 0     | 3       | 3     | 6      |
| 5.     | Rusko      | 0     | 1       | 5     | 6      |
| 6.     | Bělorusko  | 0     | 1       | 0     | 1      |
| 6.     | Švýcarsko  | 0     | 1       | 0     | 1      |
| 8.     | Itálie     | 0     | 0       | 3     | 3      |